# Trentepohlia (Mongoma) brassi
Trentepohlia (Mongoma) brassi is een tweevleugelige uit de familie steltmuggen (Limoniidae). De soort komt voor in het Australaziatisch gebied.